# Ніколь Шмідгофер
Ніколь Шмідгофер (нім. Nicole Schmidhofer; нар. 12 березня 1989, Фрізах, земля Каринтія) — австрійська гірськолижниця, що спеціалізується в швидкісних дисциплінах, чемпіонка світу.
Чемпіонкою світу вона стала на 2017 року в Санкт-Моріці у супергіганті.